# Calceolaria olivacea
Calceolaria olivacea är en toffelblomsväxtart som beskrevs av U. Molau. Calceolaria olivacea ingår i släktet toffelblommor, och familjen toffelblomsväxter. Inga underarter finns listade i Catalogue of Life.